# Anarkister ombord
Anarkister ombord er en dansk stum dramafilm fra 1909 produceret af Nordisk Films Kompagni og instrueret af Viggo Larsen.
Filmen havde dansk premiere den 2. december 1909 i Biograf-Theatret i København. Filmen blev i tysktalende lande distribueret under titlen Anarchisten an Bord.

## Handling
En storfyrste må drage afsted på en hemmelig mission med fortrolige dokumenter. Men en gruppe anarkister får nys om storfyrstens rejse og kommer ombord på det skib, som storfyrsten rejser med ..

## Medvirkende
- Axel Boesen
- Aage Brandt
- Petrine Sonne
- Franz Skondrup
- Maggi Zinn
- Sofus Wolder